# Sara Lane
Sara Lane (nacida como Susan Russell Lane; 12 de marzo de 1949-3 de marzo de 2023) fue una actriz estadounidense, conocida por su papel como Elizabeth Grainger en El virginiano.

## Primeros años
Nacida como Susan Russell Lane en la ciudad de Nueva York el 12 de marzo de 1949, Lane era hija de los actores Russell Lane y Sara Anderson. Tenía un hermano menor y una hermana mayor.
Cuando Lane era una bebé, apareció en un comercial de televisión de jabón y en una película educativa. A los 12 años, apareció en un comercial de vitaminas. Ella y su familia se mudaron a California cuando Lane tenía 12 años y asistió a la Santa Monica High School. El dinero fue la motivación de Lane para convertirse en actriz. Ella dijo: "No quería actuar, pero necesitaba dinero para hacer ropa, hacer joyas y criar caballos cuarto de milla". Cuando era adolescente, Lane se hizo aretes con joyas rotas, y ella y su madre hicieron casi toda su ropa.

## Carrera
En 1964, el productor William Castle vio la foto de Lane en un periódico en relación con un concurso de belleza de Miss Los Angeles Teenage. Después de hacer pruebas de cine, fue contratada para un papel en la película Jugando con la muerte.
En 1966, el productor ejecutivo Frank Price contrató a Lane para interpretar a Elizabeth Grainger en El virginiano. Al ser propietaria de dos caballos, Lane era una amazona experimentada e hizo sus propias escenas de equitación en el programa, excepto cuando el productor insistió en el uso de un doble.

## Vida personal y muerte
Lane murió de cáncer de mama en su casa en Napa (California), el 3 de marzo de 2023, a los 73 años. Le sobrevivieron su esposo, Jon Scott, así como su hijo, hija, nieta y su hermana.